# الشق الصعدي (تريم)
'

تعديل مصدري - تعديل

الشق الصعدي هي إحدى قرى عزلة تريم بمديرية تريم التابعة لمحافظة حضرموت، بلغ تعداد سكانها 22 نسمة حسب تعداد اليمن لعام 2004.